# FR-2
FR-2 (o FR2, acrònim de flame retardant) és la designació assignada a una làmina formada per paper fenòlic: material compost de paper impregnat amb resina fenòlica. El material FR2 s'empra per a fabricar circuits impresos i té la propietat de ser ignífug (resistent a flama). FR2 segueix l'estàndard UL94V-1 i va ser creada per la NEMA.

## Propietats
Les propietats del material FR2 són inferiors al material FR4 però el seu cost també és més baix.
| Paràmetre                         | Valor             |
| --------------------------------- | ----------------- |
| Constant dielèctrica              | 4.5 @1 MHz        |
| Factor de dissipació              | 0.024-0.26 @1 MHz |
| Rigidesa dielèctrica              | 740 V/mil         |
| Temperatura de transició Tg       | 30 °C             |
| Adherència del Cu                 | 2 N/mm            |
| Resistència elèctrica superficial | 10⁹ Ohm           |
| Formació de fuites elèctriques    | 250 CTI           |
| Absorció d'aigua                  | 0,75%             |
| Temperatura límit                 | 105º              |
| Expansió tèrmica                  | 270-330 ppm/ºK    |

## Aplicacions
Se'n poden destacar:
- Material base per a circuits impresos.
- Material aïllant en instal·lacions elèctriques.